# 小行星8444
小行星8444（英語：8444 Popovich）是一颗围绕太阳公转的小行星。1969年10月8日，柳德米拉·切爾尼赫在克里米亚发现了此天体。
这颗小行星的绝对星等为346.70479等。